# ویسنتیا بوکو
ویسنتیا بوکو (انگلیسی: Vicentia Boco؛ ۲۲ ژانویهٔ ۱۹۴۹) رادیولوژیست، استاد دانشگاه، سیاستمدار و فعال حقوق زنان اهل بنین است. بوکو که یک پزشک آموزش‌دیده است و تا پیش از بازنشستگی خود در سال ۲۰۱۴ به‌عنوان استاد تصویربرداری پزشکی در دانشگاه آبومی-کالاوی و به‌عنوان رئیس رادیولوژی در مرکز بیمارستانی دانشگاه ملی در کوتونو خدمت می‌کرد، در زمینهٔ فعالیت سیاسی بین سال‌های ۲۰۰۷ تا ۲۰۰۸ وزیر تحقیقات علمی و آموزش عالی بنین، و بین سال‌های ۲۰۰۹ و ۲۰۲۱ رئیس مؤسسه ملی ترویج زنان بود.

## سنین جوانی و تحصیل
بوکو در ناتیتینگو، استان آتاکورا، زاده شد؛ منطقه‌ای که در آن زمان داهومی فرانسه نام داشت. او سپس در ساوی واقع در استان آتلانتیک بزرگ شد. پدر و مادر او هردو معلم بودند. در سال ۱۹۶۸، بوکو از دبیرستان با مدرک D در رشتهٔ علوم فارغ‌التحصیل شد.
در سال ۱۹۶۸، بوکو برای شروع تحصیل پزشکی در رشته رادیولوژی که در آن زمان در بنین تدریس نمی‌شد، به بلژیک نقل مکان کرد. او متعاقباً تحصیلات پزشکی خود را در فرانسه از سر گرفت و در سال ۱۹۷۴ از دانشگاه دکارت پاریس به‌عنوان پزشک واجد شرایط فارغ‌التحصیل شد. پس از دریافت مدارک تحصیلی بیشتر در زمینهٔ بهداشت عمومی از دانشگاه نانسی و تصویربرداری رزونانس مغناطیسی از دانشگاه استراسبورگ، بوکو در سال ۱۹۸۳ به بنین بازگشت.

## حرفه پزشکی
پس از بازگشت به بنین، بوکو به‌عنوان رادیوگرافیست مشغول به کار شد. از سال ۱۹۹۸ تا زمان بازنشستگی در سال ۲۰۱۴، او به عنوان رئیس بخش رادیولوژی در مرکز بیمارستانی دانشگاه ملی کوتونو به فعالیت پرداخت.
بوکو علاوه بر کار پزشکی خود به‌عنوان استاد تصویربرداری پزشکی در دانشکده علوم سانته در دانشگاه آبومی-کالاوی در کوتونو تا سال ۲۰۱۴ به تدریس مشغول بود. نقش او در این مؤسسه منجر به توصیف او به‌عنوان نخستین رادیولوژیست دانشگاهی فرانسوی‌زبان در جنوب صحرای آفریقا شد.
بوکو از حامیان سقط جنین در موارد خطر فیزیکی یا مشکلات مالی است.

## حرفه سیاسی
بین سال‌های ۱۹۹۳ و ۱۹۹۶ و در دوران ریاست‌جمهوری نیکفور سوگلو، بوکو به‌عنوان مشاور پزشکی دولت بنین در امور بهداشتی و اجتماعی فعالیت می‌کرد.

## افتخارات
- شوالیه نشان ملی بنین[۳][۶]
- شوالیه لژیون افتخار فرانسه[۳][۶]
- فرمانده نشان ملی بنین[۳][۶]
- عضو افتخاری انجمن رادیولوژی فرانسه (۲۰۱۹)[۶]